# Zdeněk Svěrák
Zdeněk Svěrák, né le 28 mars 1936 à Prague, est un acteur, humoriste, cinéaste et scénariste tchèque.

## Biographie
Il étudie à l'université Charles de Prague puis travaille dans différents domaines. Son œuvre se compose de plus de 300 textes (chansons, pièces de théâtre, scénarios de film). Parmi eux, Kolja et L'École élémentaire, tous deux adaptés par son fils, Jan Svěrák, furent nommés aux Oscars. Avec son ami Ladislav Smoljak il crée le personnage de Jára Cimrman. En 1989 il est membre du jury des Berlinale.
Zdeněk Sverák est aussi le fondateur d'une association caritative, Paraple (en français « parapluie ») qui aide les paralysés.

## Filmographie

### Acteur

#### Cinéma
- 1968 : Zlocin v santánu : Prokurátor
- 1970 : Lucie a zazraky
- 1971 : Monsieur, vous êtes veuve : Kritik v divadle (non crédité)
- 1974 : Joachim, Put It in the Machine : podnikový Klasek
- 1976 : Marecku, podejte mi pero! : Slajs
- 1976 : Na samote u lesa : Oldrich Lavicka
- 1977 : 30 panen a Pythagoras : professeur
- 1978 : Kulový Blesk : Dr Jecny
- 1979 : Kam nikdo nesmi
- 1980 : Brontosaurus : Bobr
- 1981 : Run, Waiter, Run! : Parizek
- 1981 : Trhák : Screenwriter Jísa
- 1981 : V podstate jsme normální : Organizer training
- 1982 : Calamity : Ucitel
- 1982 : Jako zajíci : otec Dusek
- 1983 : Jára Cimrman lezící, spící : Jára Cimrman (en tant que Zdenek Sverák and Collective)
- 1983 : Srdecný pozdrav ze zemekoule
- 1984 : Les fêtes des perce-neige : ridic Trabanta
- 1984 : The Three Veterans : ministr / Minister
- 1985 : Co je vám, doktore? : Bohous Burda
- 1985 : Jak básníci pricházejí o iluze : Doc. Zajíc
- 1985 : Mon cher petit village : Ryba
- 1985 : Rozpustený a vypustený : Jelinek
- 1986 : Jako jed : Pavel Hnyk
- 1986 : Velká filmová loupez : Participant of the seminar
- 1988 : Nejistá sezóna : Rybník
- 1990 : Alouettes, le fil à la patte : Delegate URO (en tant que Václav Sverák)
- 1990 : Praski student
- 1991 : Obecná skola : Fanous Soucek, Eda's father
- 1994 : Akumulátor 1 : Fisarek: a natural healer
- 1996 : Kolya : Louka
- 1997 : Lotrando a Zubejda : Narrator (Voix)
- 2001 : Dark Blue World : Indian RAF member, riding on a bicycle (non crédité)
- 2007 : Après l'hiver : Josef Tkaloun
- 2010 : Ceské nebe : Jan Ámos Komenský
- 2010 : Kuky se vrací : Hergot (Voix)
- 2014 : Tri bratri : Narrator
- 2017 : Po strnisti bos : Headmaster

#### Courts-métrages
- 1986 : Rohy
- 1987 : Narostl mu hrebinek
- 2008 : Anatomie gagu
- 2016 : Jazzman

#### Télévision
Séries télévisées
- 1985-1987 : Galasupersou
- 1986-1990 : Veselé príhody z natácení
- 1993-2007 : Usmevy : Lui-même - Présentateur / Lui-même
- 1999 : Na plovárne : Lui-même
- 2008 : Po stopách hvezd : Lui-même
- 2010 : 13. komnata : Lui-même
- 2011 : To byl nás hit : Lui-même
- 2011 : Top star magazín : Lui-même
- 2011 : VIP zprávy : Lui-même
- 2012 : Neobycejné zivoty : Lui-même
- 2015 : Vsechnopárty : Lui-même
- 2015-2016 : StarDance aneb kdyz hvezdy tancí : Lui-même - Special guest
- 2016 : DVTV : Lui-même
- 2017 : Host do domu : Lui-même
- 2017 : Kafe s Jolanou : Lui-même
- 2017 : Slavná filmová místa : Lui-même

Téléfilms
- 1976 : Dvere : Pojistovák
- 1983 : Inzerát
- 1983 : Svatební cesta do Jiljí : Pruvodcí
- 1988 : Chirurgie : Dr Eugen Závada
- 2001 : Chaos : Lui-même
- 2008 : Srpnová noc: Prímý prenos z minulosti : Lui-même

### Scénariste

#### Cinéma
- 1974 : Joachim, Put It in the Machine
- 1974 : Kdo hledá zlaté dno
- 1976 : Marečku, podejte mi pero!
- 1976 : Na samote u lesa
- 1977 : 30 panen a Pythagoras
- 1977 : Long Live Ghosts!
- 1979 : Kulový Blesk
- 1981 : Run, Waiter, Run!
- 1981 : Trhák
- 1983 : Jára Cimrman lezící, spící
- 1984 : The Three Veterans
- 1985 : Co je vám, doktore?
- 1985 : Mon cher petit village
- 1985 : Rozpustený a vypustený
- 1988 : Nejistá sezóna
- 1991 : Obecná skola
- 1994 : Akumulátor 1
- 1994 : Les Aventures d'Ivan Tchonkine
- 1996 : Kolya
- 1997 : Lotrando a Zubejda
- 2001 : Dark Blue World
- 2007 : Après l'hiver
- 2014 : Tri bratri
- 2017 : Po strnisti bos

#### Courts-métrages
- 1987 : Narostl mu hrebinek

#### Télévision
Séries télévisées
- 1986-1990 : Veselé príhody z natácení

Téléfilms
- 1972 : Pekar Vilém a slicná Nada
- 1976 : Dvere
- 1983 : Inzerát
- 1985 : Prípad Platfus
- 1989 : Utopím si ho sám
- 1992 : Osvetová prednáska v Suché Vrbici
- 1996 : Dve z policejní brasny